# Organische Suchergebnisse
Als organische Suchergebnisse (englisch organic search results) oder auch Natural Listings  bezeichnet man die Liste von Webseiten, die eine Suchmaschine in dem nicht bezahlten Bereich nach einer Suchanfrage ausgibt. Neben den organischen Suchergebnissen werden in der Regel bezahlte Links in Form von Werbung angezeigt.
Die Position innerhalb der organischen Suchergebnisse ergibt sich aus dem jeweiligen Ranking-Algorithmus. Die einbezogenen Faktoren und deren Gewichtung sind von Suchmaschine zu Suchmaschine unterschiedlich. Berücksichtigt werden zum Beispiel die Häufigkeit und die Position des Suchbegriffs (fachsprachlich Keyword) im HTML-Text oder auch die Quantität und Qualität der eingehenden Links auf eine Website (Backlinks). 
Mit der Beeinflussung der Positionierung innerhalb des Natural Listings befasst sich die Suchmaschinenoptimierung.